# Autobahnkreuz Holz
Das Autobahnkreuz Holz (Abkürzung: AK Holz; Kurzform: Kreuz Holz, zwischenzeitlich Autobahndreieck Holz) ist ein Autobahnkreuz in Nordrhein-Westfalen in der Metropolregion Rhein-Ruhr. Es verbindet die Bundesautobahn 44 (Aachen – Kassel) mit der Bundesautobahn 46 (Heinsberg – Olsberg).

## Geographische Lage
Das Autobahnkreuz liegt auf dem Gemeindegebiet von Jüchen im Rhein-Kreis Neuss, nahe dem Ortsteil Hochneukirch. Es befindet sich etwa 12 km südlich von Mönchengladbach, etwa 25 Kilometer südwestlich von Düsseldorf und etwa 45 Kilometer nordöstlich von Aachen. In unmittelbarer Nähe befindet sich der Braunkohletagebau Garzweiler II.
Das Autobahnkreuz Holz trägt auf der A 44 die Anschlussstellennummer 11, auf der A 46 die Nummer 11.

## Geschichte

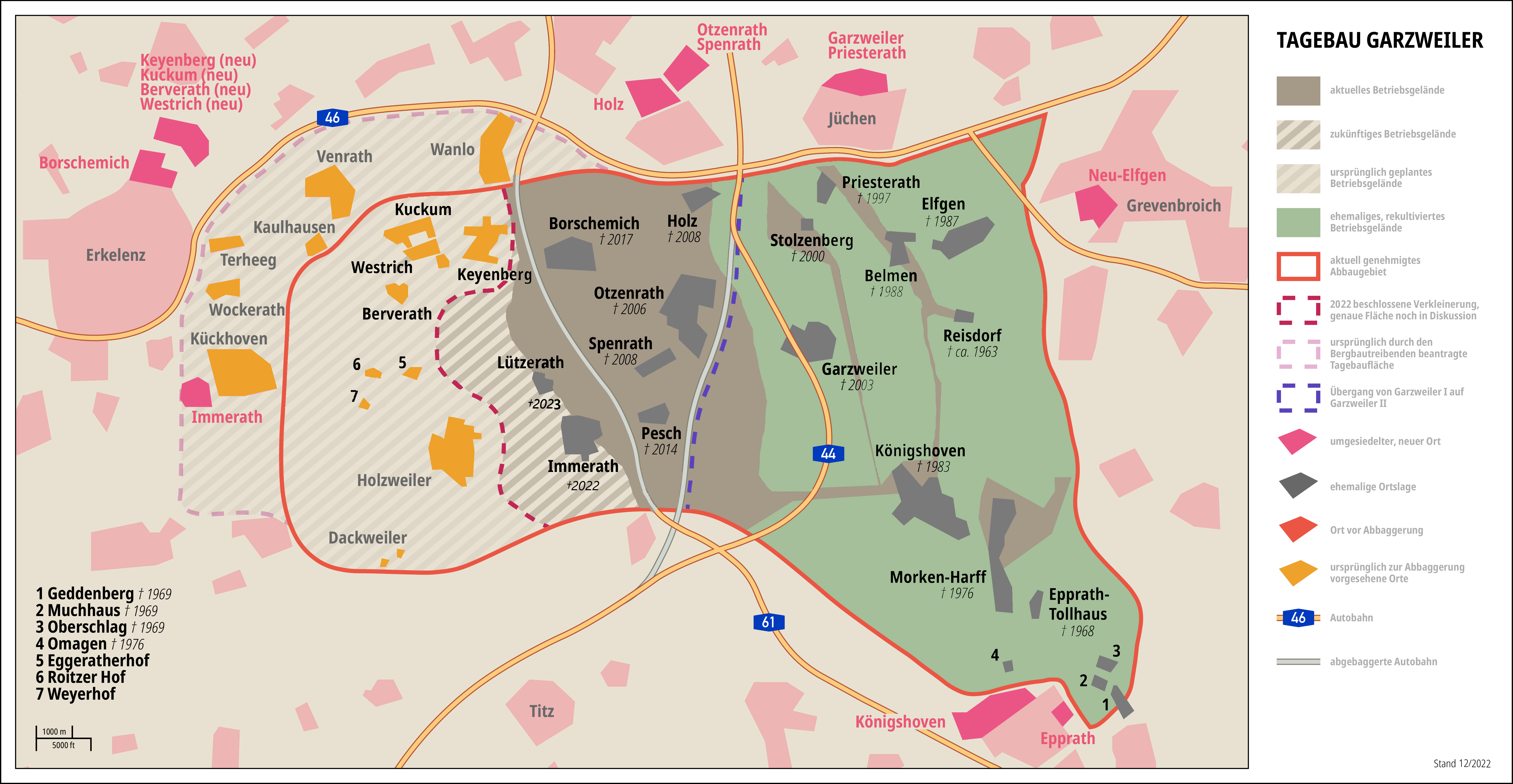
Braunkohletagebau Garzweiler II

Das Autobahnkreuz Holz wurde in den 1970er Jahren in Form eines Kleeblatts mit halbdirekten Rampen errichtet.
Dabei brauchte man für die Verbindung A 44 Süd – A 46 Ost in beiden Richtungen die Hauptfahrbahn nicht zu verlassen (TOTSO-Bauform). Die A 44 verlief in südlicher Richtung weiter nach Jackerath. Die Verbindung zwischen dem Autobahnkreuz Jackerath und dem Autobahnkreuz Holz wurde 2005 aufgrund der Ausweitung des Braunkohletagebaus Garzweiler II für den Verkehr gesperrt, später abgebaggert und bis 2018 neu errichtet. Dadurch entstand temporär ein Autobahndreieck mit rechtsgerichteter Trompete.
Von 2012 bis 2018 wurde die unterbrochene Autobahnverbindung auf neuer Trasse wiederhergestellt und dabei das temporäre Dreieck wieder zum Autobahnkreuz umgebaut. Da in der Fahrbeziehung A 44 Süd – A 46 West wesentlich mehr Verkehr als früher zu erwarten war (Umleitungsverkehr der durch den Tagebau unterbrochenen A 61), wurde diese Verbindung nicht mehr als indirekte Verbindungsrampe („Ohr“), sondern halbdirekt angelegt. Das Autobahnkreuz verfügt somit nur noch über ein Ohr. Die Verkehrsfreigabe des neuen Autobahnabschnitts erfolgte am 1. Juli 2018.
Im Jahr 2011 musste der namensgebende Ort Holz dem Tagebau weichen. Obwohl der Umsiedlungsort Neu-Holz nördlich von Hochneukirch und somit nicht mehr direkt am gleichnamigen Autobahnkreuz liegt, behielt dieses seinen Namen.

## Bauform und Ausbauzustand
Die A 46 West ist sechsstreifig ausgebaut; die anderen drei Autobahnen-Äste vierstreifig. Alle Verbindungsrampen sind einspurig ausgeführt.

## Verkehrsaufkommen
Das Autobahnkreuz wird täglich von rund 47.000 Fahrzeugen befahren.
| Von                             | Nach                                  | Durchschnittliche tägliche Verkehrsstärke | Durchschnittliche tägliche Verkehrsstärke | Durchschnittliche tägliche Verkehrsstärke | Anteil Schwerlastverkehr | Anteil Schwerlastverkehr | Anteil Schwerlastverkehr |
| Von                             | Nach                                  | 2005                                      | 2010                                      | 2015                                      | 2005                     | 2010                     | 2015                     |
| ------------------------------- | ------------------------------------- | ----------------------------------------- | ----------------------------------------- | ----------------------------------------- | ------------------------ | ------------------------ | ------------------------ |
| AD Jackerath (A 44)             | AK Holz                               | 44.900                                    | Abschnitt gesperrt                        | Abschnitt gesperrt                        | 13,0 %                   | Abschnitt gesperrt       | Abschnitt gesperrt       |
| AK Holz                         | AS Mönchengladbach-Odenkirchen (A 44) | 04.700                                    | 04.900                                    | 03.900                                    | 07,1 %                   | 10,6 %                   | 09,0 %                   |
| AD Mönchengladbach-Wanlo (A 46) | AK Holz                               | 21.900                                    | 45.500                                    | keine Daten                               | 10,1 %                   | 10,8 %                   | keine Daten              |
| AK Holz                         | AS Jülich (A 46)                      | 58.700                                    | 42.600                                    | 47.700                                    | 13,6 %                   | 13,8 %                   | 11,2 %                   |